# Гільхенбах
Гільхенбах (нім. Hilchenbach) — місто в Німеччині, знаходиться в землі Північний Рейн-Вестфалія. Підпорядковується адміністративному округу Арнсберг. Входить до складу району Зіген-Віттгенштайн.
Площа — 80,88 км2. Населення становить 14 646 ос. (станом на 31 грудня 2020).

## Уродженці
- Ернст Біберштайн (1899—1986) — оберштурмбаннфюрер СС.